# Isohypsibius undulatus
Isohypsibius undulatus är en djurart som tillhör fylumet trögkrypare, och som beskrevs av Thulin 1928. Isohypsibius undulatus ingår i släktet Isohypsibius och familjen Hypsibiidae. Arten är reproducerande i Sverige. Inga underarter finns listade i Catalogue of Life.